# Thierry Figueira
Thierry César Figueiredo (Río de Janeiro, 16 de mayo de 1978), más conocido como Thierry Figueira, es un actor brasileño.

## Biografía
A los catorce años, Thierry fue a un curso de teatro de aficionados, y uno de los espectáculos en los que actuaba, conoció a María Maya, hija del director del lobo Maya. Fue él quien dio la primera oportunidad para el actor novato, llamándolo para unirse al elenco de la telenovela El viaje. El próximo trabajo en televisión, dos años más tarde, fue cara y cruz en la telenovela, y se obtuvo a través de una prueba.

## Televisión
- 1994 - El viaje (A Viagem, Globo) - Guga
- 1995 - Cara y corona (Cara e Coroa, Globo) - Pedro Alcântara Prates
- 1996 - Malhação (Globo) - Gabriel
- 1996 - Caza Talentos - Danilo Stompanato
- 1997 - El amor está en el aire (O Amor Está no Ar, Globo) - Rodrigo
- 1997 - Malhação (Globo) - Lau
- 1999 - Corazones Cautivos (Globo) - Hugo Lopes
- 2000 - Acuarela del Brasil (Globo) - Milton; el título alude a la canción de Ary Barroso.
- 2000 - Bambuluá (Globo) - Árion
- 2001 - Zorra total (Zorra Total, Globo) - Mateus
- 2003 - Cañaveral de pasiones (Canavial de Paixões, SBT) - Juan de Dios; la telenovela es adaptación de las tituladas Una sombra entre los dos y Al pie del altar, ambas de Caridad Bravo Adams.
- 2004 - Sus Ojos  - Artur
- 2005 - Los ricos también lloran (Os Ricos Também Choram, SBT) - Pedro; es adaptación de la telenovela mexicana del mismo título.
- 2007 - Amigas y rivales (Amigas e Rivais, SBT) - Raí
- 2008 - Guerra y paz (Guerra e Paz, Globo) - Piruá
- 2009 - Bela, la fea (Record) - Dinho Aguiar / Carlos Dantas; la telenovela es adaptación de la colombiana Yo soy Betty, la fea.
- 2010 - Balada, Baladão (Record) - X-9
- 2012 -  Rey David (Rei Davi, Record) - Siba (Ziba, en Brasil).[1]
- 2012 - Los tramposos - Patrick Pimenta
- 2014 - Los Milagros de Jesús - Gabriel
- 2015 - Victoria - Tiago Oliveira (Oliveira)
- 2015 - Moisés y los diez mandamientos - Aníbal
- 2017 - Belaventura - Nodier Cadis
- 2019 - Amélio El Hombre De Verdad - Amélio
- 2019 - Amor sin Igual - Delegado Fonseca
- 2022 - Reyes - Lais

## Cine
- 1998 - Una aventura de Zico (Uma Aventura do Zico) - Marcão
- 1999 - Slapstick y la luz azul (O Trapalhão e a Luz Azul)
- 2016 - Moisés y los Diez Mandamientos - Aníbal

## Teatro
- 1998 - D'Artagnan Y Los Tres Mosqueteros - Aramis
- 2008/2009 - Cyrano - Cristiano (Christián de Neuvillette)
- 2010/11 - La Marca Del Zorro - Don Diego de La Vega/ El Zorro